# Thrasymedes variata
Thrasymedes variata är en insektsart som beskrevs av Fowler. Thrasymedes variata ingår i släktet Thrasymedes och familjen hornstritar. Inga underarter finns listade i Catalogue of Life.